# Månebrand
Månebrand er en dansk film fra 2018 og den blev instrueret af Kasper Juhl.

## Medvirkende
- Johannes Nymark som Valdemar
- Mie Gren som Alexandra
- Julie Christiansen som Rebekka
- Sofie Lassen-Kahlke
- Mathilde Norholt
- Preben Kristensen
- Claus Bue